# 熊本県看護協会
公益社団法人熊本県看護協会（こうえきしゃだんほうじんくまもとけんかんごきょうかい、英称：Kumamoto Nursing Association）は、熊本県知事所管の熊本県の看護師を会員とする公益法人。

## 本部所在地
熊本県看護研修センター：〒862-0971 熊本県熊本市東区東町3丁目10-39

## 訪問看護ステーション
- 訪問看護ステーションくまもと 
  - 〒862-0971 熊本県熊本市東区東町3丁目10-39
- 訪問看護ステーションながす 
  - 〒862-0123 玉名郡長洲町大字長洲1306番地